# X非効率
X非効率（えっくすひこうりつ）とは、ある会社について経済理論によって想定または含意された効率的な行動と、実際に観測された行動との違いを指す。
アメリカ合衆国の理論経済学者ハーヴェイ・ライベンシュタインの1966年の論文『Allocative Efficiency vs. X-Efficiency（配分効率性とX効率性）』で初めて提示された概念である。
経済学の理論では、企業の経営者はリスクの最小化と経済的利益の最大化を通じて、所有者の富を最大化にするように振舞うと仮定する（これは通常、生産量の調整により、収入最大化、費用最小化を同時にすることによって達成される）。これは、完全競争・自由な参入退出という仮定のもとでは、企業は限界費用が価格に等しくなるように生産量を決定することを意味する。このような状況下では、長期的には、企業は、長期限界費用が長期平均費用と等しくなり、かつ長期平均費用が最小化される生産量を選択する（これは、限界費用と平均費用が等しくなる生産量では、平均費用が最小になるという一般的性質から導かれる）。このとき、企業の経済学上の利潤はゼロとなり、消費者は商品の生産にかかる限界費用に等しい価格を支払う。さらに、この状況では、配分上の効率性（allocative efficiency）が最も良い状態が実現されている。
しかしながら、実証的な研究により、多くの企業が長期平均費用が最小化される生産量を選択していない、すなわち非効率性が生じていることが示されている。これらのうちいくつかは不完全競争のメカニズムによって従来の経済学の枠内で説明することが可能であるが、中には従来の経済学の枠組みで説明することが困難なものもある。このような、経済学の枠組みで説明することが困難な非効率性をX非効率性と呼ぶ。